# Philippe Herreweghe
Philippe Herreweghe (Gent, 2 de maio de 1947) é um  maestro belga.
Enquanto estudava medicina e psiquiatria na Universidade de Ghent, também estudava música no Conservatório de Gent, onde Marcel Gazelle, o acompanhante de Yehudi Menuhin, era seu professor de piano. No mesmo  período, Herreweghe começou a reger e, em 1970, fundou o Collegium Vocale Gent e abandonou a medicina. Nikolaus Harnoncourt e Gustav Leonhardt logo souberam da sua abordagem musical e convidaram a ele e ao  Collegium Vocale Gent para acompanhá-los em suas gravações da integral das cantatas de Bach.
Sua abordagem de Herreweghe à música barroca tornou-se amplamente reconhecida e, em 1977, ele fundou um outro conjunto em  Paris, La Chapelle Royale, para executar o repertório do século XVII  da música francesa. Desde então, ele formou vários outros grupos e conjuntos com os quais conseguiu criar um repertório que cobre desde a música renascentista até a música contemporânea: o Ensemble Vocal Européen de la Chapelle Royale, que se especializou na polifonia da Renascença, e a Orchestre des Champs-Élysées, fundada em 1991 para reviver o repertório da era romântica (início do século XIX) e pré-romântica (fim do século XVIII e começo do século XIX) em instrumentos originais.
Herreweghe tornou-se conhecido principalmente como regente das obras de Johann Sebastian Bach. É considerado pelos especialistas de Bach como uma espécie de pai fundador da prática autêntica da música barroca com instrumentos da época, e é um dos mais prolíficos artistas da gravadora Harmonia Mundi, com mais de sessenta álbuns gravados.
Como maestro convidado, Philippe Herreweghe regeu diversas orquestras importantes, incluindo a Orquestra Real do Concertgebouw, a  Stavanger Symfoniorkester, a  Filarmônica de Rotterdam, a  Netherlands Radio Philharmonic Orchestra, a Mahler Chamber Orchestra, a Filarmônica de Berlim, a Filarmônica de Viena e a deFilharmonie (Royal Flemish Philharmonic). 
Foi diretor artístico do Festival de Saintes em 1982 e, em 1990, foi escolhido Músico Europeu do Ano. De 1998 a 2002, atuou como diretor musical da  deFilharmonie (Orquestra Filarmônica Real de Flandres) e atualmente é Hoofddirigent (maestro chefe) da  orquestra.

## Discografia selecionada
- Roland de Lassus, Moduli Quinis Vocibus, 1571 (prod. Michel Bernstein). Astrée 7780, 1979
- Johann Sebastian Bach, 4 short Masses. Mass in B-Minor. Cantatas BWV39, 73, 93, 105, 107, 131. Virgin Classics 1990,1991.
- C.P.E. Bach, Die Auferstehung und Himmelfahrt Jesu, Virgin Classics
- Brahms, Ein deutsches Requiem, Harmonia Mundi, 1996
- Mozart, Requiem, Collegium Vocale Gent e La Chapelle Royale, Harmonia Mundi, 1997
- Bach, Magnificat, La Chapelle Royale, Harmonia Mundi, 1999
- Bach, Matthäus-Passion  Collegium Vocale Gent, Harmonia Mundi, 1999
- Rameau, Les Indes galantes, La Chapelle Royale, Musique d'Abord, 2000
- Bach, Johannes-Passion , Collegium Vocale, Harmonia Mundi, 2003
- Beethoven, Symphony No. 9, Harmonia Mundi, 2003
- Morales, Live @ The V. Sessions, video recording, 2009
- Beethoven, Symphony No. 9, Pentatone, 2010